# Lâu đài Walzin
Lâu đài Walzin là một lâu đài ở Bỉ thuộc tỉnh Namur qua sông Lesse gần Dinant. Lâu đài được xây dựng bắt đầu vào thế kỷ 13. Năm 1554, lâu đài đã bị quân đội Pháp đốt cháy. Giữa năm 1930 và 1932, lâu đài được khôi phục. Năm 1863, Victor Hugo đã vẽ một bức tranh về lâu đài.